# Самойленко, Юрий Павлович
Юрий Павлович Самойленко (род. 1944) — советский и украинский государственный и политический деятель, генерал-лейтенант.

## Биография
Родился 19 октября 1944 года в городе Свободный Амурской области.
Окончил Днепропетровский химико-технологический институт (в настоящее время Украинский государственный химико-технологический университет), по специальности «инженер-механик». В 1967—1970 годах работал на Днепропетровском шинном заводе, затем по 1974 год был преподавателем технических дисциплин в Днепропетровском химико-механическом техникуме. Одновременно с 1972 года работал Южном машиностроительном заводе, где на него обратила внимание служба КГБ СССР. С 1974 года Юрий Самойленко работал в органах госбезопасности, окончив в 1974 году Высшие курсы КГБ СССР. В 1988 и в 1991 годах дважды повышал квалификацию на курсах при Высшей Краснознаменной школе КГБ СССР.
После распада СССР Ю. П. Самойленко остался на работе в Службе безопасности Украины. С ноября 1995 по июль 1996 года занимал пост заместителя Председателя СБУ, последующие два года совмещал его с должностью начальника Управления СБУ по Донецкой области, а в 1999 году стал начальником Управления СБУ по Донецкой области. В 1999—2001 годах заместитель Председателя СБУ — начальник УСБУ в Донецкой области. В 2001—2002 годах — заместитель председателя Донецкой областной госадминистрации по политико-правовым вопросам. С мая 2002 по январь 2004 года Самойленко работал начальником Управления СБУ по Днепропетровской области. В 2004—2005 годах был советником Председателя Службы безопасности Украины, в августе 2005 года был уволен из органов госбезопасности.
Занявшись политической деятельностью, был народным депутатом Верховной Рады Украины V и VI созывов от Партии регионов: являлся в Раде 1-м заместителем председателя Комитета по вопросам национальной безопасности и обороны и секретарём Комитета по вопросам национальной безопасности и обороны. С ноября 2012 года был народным депутатом Верховной Рады Украины VII созыва также от Партии регионов.
Был награждён орденами «За заслуги» III (2000) и II (2011) степеней, а также Почётным знаком отличия Сслужбы безопасности Украины (1996) и медалями.